# Apsilops cinctorius
Apsilops cinctorius är en stekelart som först beskrevs av Fabricius 1775.  Apsilops cinctorius ingår i släktet Apsilops och familjen brokparasitsteklar. Arten är reproducerande i Sverige. Inga underarter finns listade.